# Harrison Township (comté de Daviess, Missouri)
Pour les articles homonymes, voir Harrison Township.
Harrison Township est un township du comté de Daviess dans le Missouri, aux États-Unis,.
Il est baptisé en référence à William Henry Harrison, 9e président des États-Unis.

### Source de la traduction
- (en) Cet article est partiellement ou en totalité issu de l’article de Wikipédia en anglais intitulé « Harrison Township, Daviess County, Missouri » (voir la liste des auteurs).